# Tobias Linderoth
Tobias Jan Håkan Linderoth (wym. [tʊˈbiːɑs ˈlɪndɛˌruːt]; ur. 21 kwietnia 1979 w Marsylii) – szwedzki piłkarz, grający na pozycji pomocnika oraz trener. Syn innego piłkarza, Andersa Linderotha.
W latach 1999–2008 w reprezentacji Szwecji rozegrał 76 meczów i strzelił 2 gole. Wystąpił na Mistrzostwach Świata 2002 i 2006 oraz na Euro 2004.